# Eredivisie 2021/22 (zaalvoetbal)
De Eredivisie is de hoogste zaalvoetbalafdeling in Nederland in de mannencompetitie in het seizoen 2021/2022.
De eredivisie bestaat net als in het vorige seizoen uit 16 clubs. Doordat de competitie vroegtijdig werd afgebroken als gevolg van de coronacrisis in Nederland is er geen promotie en geen degradatie geweest in het seizoen 2020/21. Hierdoor doen dezelfde clubs mee aan dit eredivisie seizoen. Er is dus ook geen titelverdediger.
Dit seizoen wordt de eredivisie voor het eerst in twee delen gespeeld worden. De eerst seizoenshelft is een reguliere competitie waarin elk team 12 wedstrijden speelt en daarbij dus niet tegen elk team speelt. Daarna volgt een tweede seizoenshelft is er een kampioensgroep die gevolgd wordt door play offs om het landskampioenschap en een degradatiegroep, waarin gespeeld wordt om handhaving in de eredivisie. Na de eerste fase nemen de clubs de helft van de punten mee naar de volgende fase van de competitie. Bij een oneven aantal punten wordt er naar beneden afgerond. Eigenlijk zou deze situatie in het vorige seizoen al het geval zijn geweest, maar dat is er door het afbreken van de competitie niet meer van gekomen.

## Deelnemende teams
| Team                          | Plaats           | Sporthal                  |
| ----------------------------- | ---------------- | ------------------------- |
| ASV Lebo                      | Amsterdam        | Calvijn                   |
| FC Eindhoven                  | Eindhoven        | Indoor sportcentrum Zuid  |
| FC Marlène                    | Heerhugowaard    | Waardergolf               |
| Feyenoord Futsal              | Rotterdam        | Topsportcentrum Rotterdam |
| AGOVV                         | Apeldoorn        | Mheenpark                 |
| Hovocubo                      | Hoorn            | De Opgang, Zwaag          |
| Tigers Roermond/Yildrim Group | Roermond         | Gerrishal                 |
| ZVV Groene Ster               | Vlissingen       | Baskenburg                |
| ZVV Volendam                  | Volendam         | de Opperdam               |
| ZVV White Stones              | Egmond aan Zee   | de Watertoren             |
| FCK De Hommel                 | 's-Hertogenbosch | Schutskamp                |
| HV/Veerhuys                   | Hoorn            | Vredehof                  |
| VV Texel '94 (P)              | Texel            | TXL sporthal              |
| Be '79 (P)                    | Berkel-Enschot   | sporthal 't Ruiven        |
| Leekster Eagles (P)           | Leek             | Sportcentrum Leek         |
| ZVV Den Haag (P)              | Den Haag         | Zuiderpark (Den Haag)     |

(P) is promovendus in het seizoen 2019/20

## Ranglijsten
Eindstand eerste fase
| Positie | Club                          | Gespeelde duels - punten |
| ------- | ----------------------------- | ------------------------ |
| 1       | FC Eindhoven                  | 12 - 31                  |
| 2       | ASV Lebo                      | 12 - 31                  |
| 3       | Hovocubo                      | 12 - 28                  |
| 4       | FC Marlène                    | 12 - 28                  |
| 5       | FCK De Hommel                 | 12 - 28                  |
| 6       | ZVV Volendam                  | 12 - 21                  |
| 7       | HV/Veerhuys                   | 12 - 18                  |
| 8       | Be '79                        | 12 - 16                  |
| 9       | AGOVV                         | 12 - 15                  |
| 10      | Tigers Roermond/Yildrim Group | 12 - 9                   |
| 11      | ZVV White Stones              | 12 - 9                   |
| 12      | VV Texel '94                  | 12 - 8                   |
| 13      | ZVV Den Haag                  | 12 - 8                   |
| 14      | ZVV Groene Ster               | 12 - 7                   |
| 15      | Feyenoord Futsal              | 12 - 7                   |
| 16      | Leekster Eagles               | 12 - 7                   |

- Nummers 1 t/m 8 geplaatst voor kampioensgroep
- Nummers 9 t/m 16 geplaatst voor degradatiegroep
- Tigers Roermond kreeg 4 punten in mindering

Eindstand kampioensgroep
| Positie | Club          | Gespeelde duels - punten |
| ------- | ------------- | ------------------------ |
| 1       | Hovocubo      | 14 - 49                  |
| 2       | FC Eindhoven  | 14 - 47                  |
| 3       | FC Marlène    | 14 - 42                  |
| 4       | ASV Lebo      | 14 - 34                  |
| 5       | FCK De Hommel | 14 - 26                  |
| 6       | Be '79        | 14 - 24                  |
| 7       | HV/Veerhuys   | 14 - 21                  |
| 8       | ZVV Volendam  | 14 - 18                  |

- Nummer 1 & 2 geplaatst voor halve finale play offs om landskampioenschap
- Nummers 3 t/m 5 geplaatst voor 2e ronde play offs om landskampioenschap
- Nummer 6 geplaatst voor 1e ronde play offs om landskampioenschap

Eindstand degradatiegroep
| Positie | Club                          | Gespeelde duels - punten |
| ------- | ----------------------------- | ------------------------ |
| 1       | AGOVV                         | 14 - 37                  |
| 2       | ZVV Groene Ster               | 14 - 36                  |
| 3       | Tigers Roermond/Yildrim Group | 14 - 27                  |
| 4       | Leekster Eagles               | 14 - 23                  |
| 5       | VV Texel '94                  | 14 - 22                  |
| 6       | ZVV Den Haag                  | 14 - 21                  |
| 7       | Feyenoord Futsal              | 14 - 18                  |
| 8       | ZVV White Stones              | 14 - 10                  |

- Nummer 1 geplaatst voor 1e ronde play offs om landskampioenschap
- Nummers 7 & 8 degraderen naar de eerste divisie

## Play offs
1e ronde
| Wedstrijd      | Uitslag |
| -------------- | ------- |
| Be '79 - AGOVV | 3-1     |

Kwartfinale
| Wedstrijd                | Totaalstand | Uitslagen |
| ------------------------ | ----------- | --------- |
| FC Marlène - Be ‘79      | 5-2         | 3-2, 2-0  |
| ASV Lebo - FCK De Hommel | 9-4         | 6-3, 3-1  |

Halve finale
| Wedstrijd               | Totaalstand (best-of-three) | Uitslag       |
| ----------------------- | --------------------------- | ------------- |
| Hovocubo - FC Marlène   | 2-0                         | 5-2, 6-1      |
| FC Eindhoven - ASV Lebo | 2-1                         | 1-3, 2-1, 7-2 |

Finale
| Wedstrijd               | Totaalstand (best-of-three) | Uitslag  |
| ----------------------- | --------------------------- | -------- |
| Hovocubo - FC Eindhoven | 2-0                         | 6-2, 8-3 |

| Kampioen            |
| ------------------- |
| Hovocubo (7e titel) |

- Halve finale en finale worden gespeeld in een ‘best of three’ format, waarin de hoogst geklasseerde ploeg uit de competitie de eventuele derde wedstrijd thuis speelt.
- Kwartfinale gaat over twee wedstrijden, beide ploegen spelen een keer thuis en uit.
- 1e ronde is een wedstrijd waarin de nummer zes uit de competitie het thuisvoordeel heeft.